# Urosepse
Urosepse je generalizovaná systémová infekce močového ústrojí.
Urosepse vzniká zejména při nedostatečné léčbě infekce horních močových cest - pyelonefritídě.
Následující text patří spíše k infekcím dolních močových cest. Tímto onemocněním trpí zejména ženy z fyziologických důvodů (krátká močová trubice - snadnější průnik bakterií). Nejčastější příčinou bývá přemnožení bakterií (např. Escherichia coli).
Dalším možným způsobením zánětu močových cest mohou být: nedostatečné pití tekutin, snížená imunita, různé sexuální praktiky, nebo špatná hygiena na intimních místech, prochlazení, nový sexuální partner atp.
K léčbě se používají antibiotika, jako podpůrná léčba či prevence se užívají brusinky (sušené či ve formě kapslí nebo džusu).